# Naissance des villes flamandes

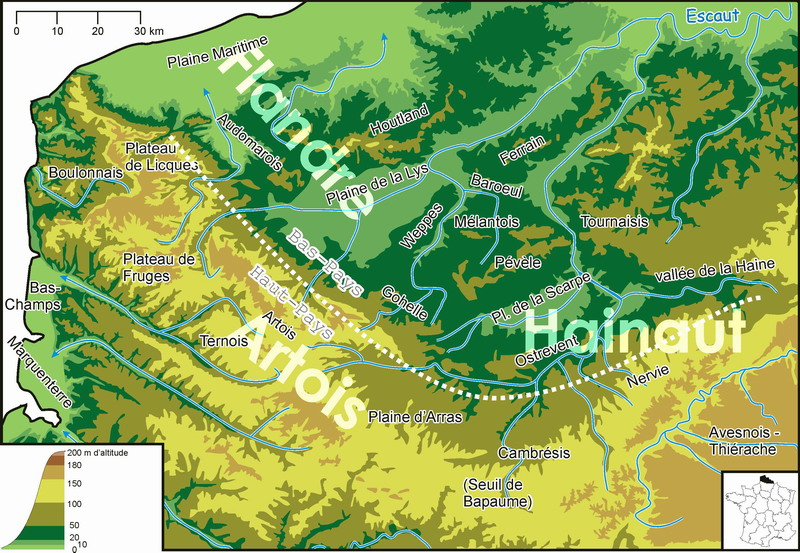
Relief des territoires environnants la Flandre.

Les premières implantations humaines, sur le territoire de ce qui allait devenir la Flandre, voient se succéder les hommes du Néolithiques, puis les Celtes et les hommes de la Gaule romaine. Ces peuples se sont établis dans les endroits surélevés de la plaine maritime flamande. Depuis ces premières implantations jusqu'à l'avènement de la souveraineté des Ducs de Bourgogne sur la Flandre, en 1384, se déroule une période pendant laquelle on assiste à la naissance des villes flamandes.

## Les premières implantations humaines
Au IVe siècle, alors que Morins et Ménapiens occupent les endroits surélevés de la plaine maritime flamande, les peuples germaniques prennent possession lentement des territoires situés entre la Mer du Nord et le Cambrésis.

## AuIXesiècle

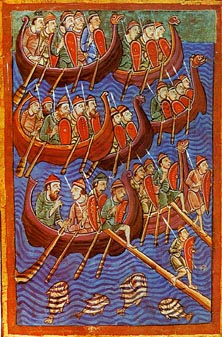
Représentation de Vikings datant du.

À l'abri des transgressions marines, des villages en limite de plaine maritime flamande ont finalement pu exister (Wormhout, Ledringhem, Esquelbecq, Steene, Bergues). Des agglomérations sont même déjà fondées ou en plein développement, situées aujourd'hui à plus de 5 mètres d'altitude (Saint-Omer en 648, Millam en 826, Eringhem en 828, Drincham en 830, Bourbourg en 987, Merckeghem en 1085).
La ville de Dixmude doit son origine à une colonie frisonne, Dicasmutha, et à un port sur l'Yser, où débarquent les pirates normands au IXe siècle. Dans cette région, la bonification du terrain agricole n'est pas l'œuvre de serfs, mais celui de paysans libres et de petits gentilshommes, exempts de sujétions et de corvées, selon un système analogue à celui appliqué dans la libre Frise.

## AuXesiècle
Au Xe siècle, sitôt après les invasions normandes, le comté de Flandre voit fleurir des cités intégrant des dimensions économiques, culturelles et religieuses. Il y a d'abord des endroits fortifiés, surtout en Flandre maritime, venant s'ajouter aux anciennes cités romaines (Arras, Boulogne, Cambrai, Cassel). Il y a ensuite les agglomérations commerciales ou ecclésiastiques carolingiennes modifiées en cités fortifiées (Quentovic, Montreuil, Saint-Omer, Aire-sur-la-Lys, Béthune, Douai, Gand, Bruges).

## AuXIesiècle
Au XIe siècle, d'autres villes voient le jour, grâce à l'action des comtes qui se chargent de leur octroyer des foires et d'y installer des collégiales (Lille, Messines, Ypres, Thourout, Bruges).
Dans toutes ces cités on retrouve :
- le burg qui colle le lieu de vie des bourgeois et les commerces à la muraille ;
- le portus, c'est-à-dire l'entrepôt des marchandises ;
- et l'église, soit paroissiale (Bruges), soit abbatiale (Arras, Gand, Saint-Omer), soit collégiale (Lille, Cassel, Messines).

## AuXIIesiècle

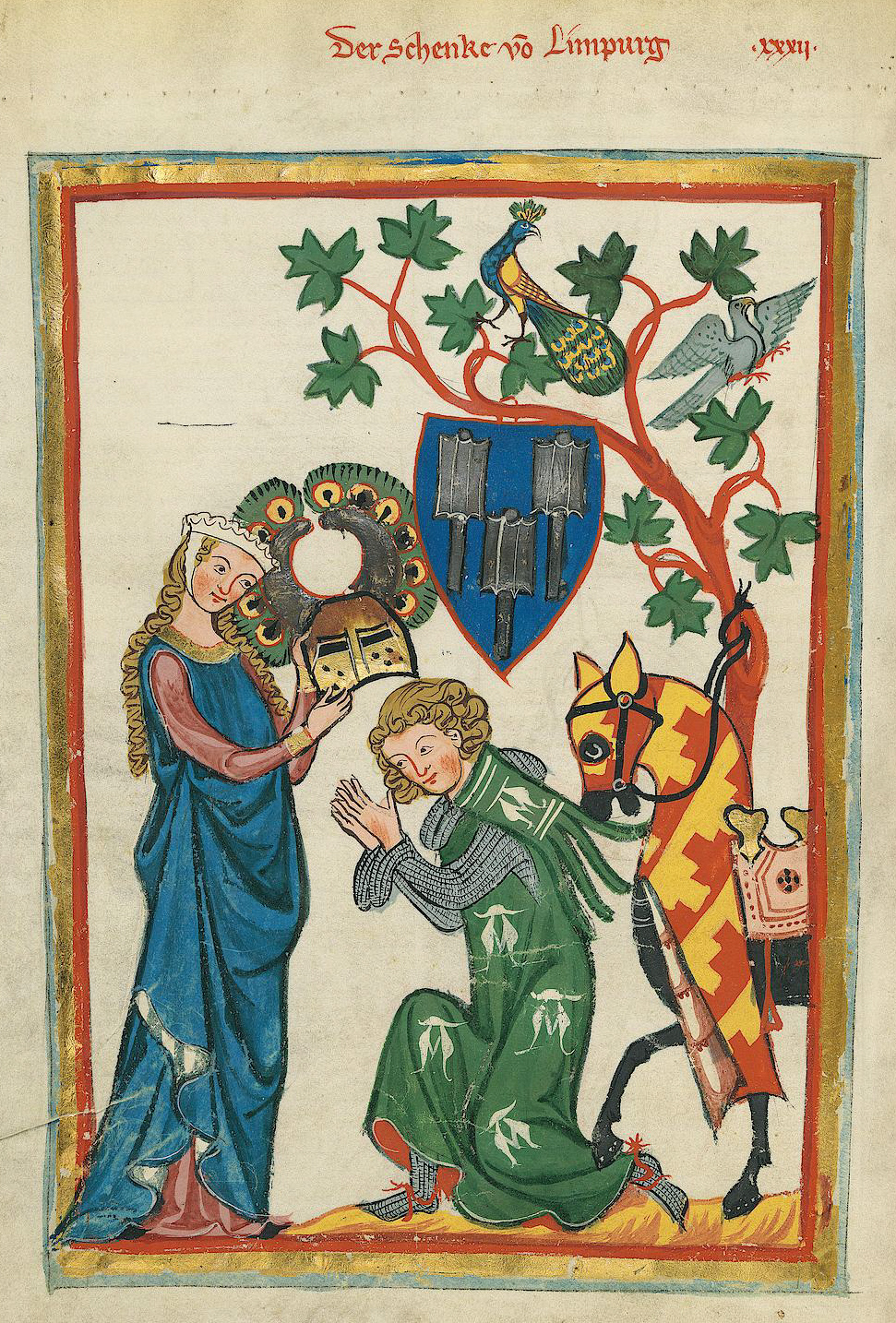
Chevalier faisant la cour à sa dame.

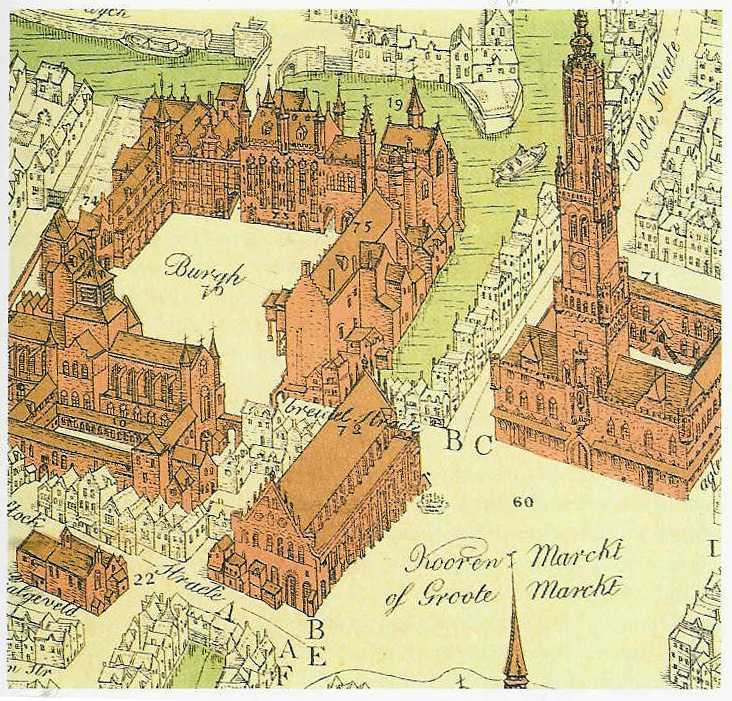
L'église Saint-Donatien de Bruges (à gauche).

Au XIIe siècle, par rapport aux autorités du comte ou des abbayes, la bourgeoisie s'impose peu à peu. Le châtelain préside alors, au nom du comte, le tribunal de l'échevinage, composé de chevaliers et de notables. Peu à peu les échevins prennent en main l'administration de la ville. Les comtes de Flandre sont dès lors de grands féodaux, créant une administration qui permet pour la première fois l'élévation de fonctionnaires roturiers.
C'est une période de défrichement, les premières « villes neuves » apparaissent, la population croît et les villes se développent.
Bruges s'étale sur 70 ha et Gand sur 80 ha. 
L'apparition du métier à tisser horizontal à pédales, en 1100, entraîne l'apparition d'une industrie textile dans les villes, alors qu'auparavant cette activité s'exerçait dans les campagnes. Les marchands et les artisans des villes (Bruges, Gand, Lille, Arras, Saint-Omer, Douai) tentent de faire face aux tensions sociales créées par cette industrialisation, une famine a lieu en 1125. Les conséquences politiques de cette famine, décrits ci-dessous en deux étapes, montrent la puissance de la bourgeoisie : 
- Le clan de Bertulf, prévôt de l’église Saint-Donatien de Bruges et ancien serf devenu chef de l'administration comtale (ce qui est révélateur des changements sociaux qui affectent la société féodale de cette époque) est mis en cause dans des trafics de blé. Des membres du clan de Bertulf assassinent alors le comte de Flandre, Charles le Bon, en 1127, mais la noblesse et les bourgeois de Bruges et de Gand, fidèles au comte, abattent la puissance de Bertulf qui est exécuté ;

- Le nouveau comte de Flandre, Guillaume Cliton, afin de se faire accepter, promet d'accorder les premières franchises aux villes ainsi que l’abolition du tonlieu et du cens. Cependant, Guillaume ayant oublié ses promesses, les villes de Bruges et de Gand se révoltent, tout comme les habitants de la zone maritime et les seigneurs de Termonde et d'Alost. Le comte de Flandre est alors tué au cours du siège de cette dernière place[6].

## AuXIIIeetXIVesiècles

### Économie locale
Les XIIIe et XIVe siècles sont deux siècles de luttes sociales partisanes, entre bourgeois et pouvoir comtal, entre patriciat marchand et artisans producteurs de base.
Le monde urbain flamand exige des franchises, de même que le monde rural, car la bonification du terrain agricole est l'œuvre non de serfs, mais de paysans libres et de petits gentilshommes, exempts de sujétions et de corvées. Parallèlement, les centres urbains se dotent d'institutions communales autonomes, de châtellenies et de hoop, structures administratives de libre coopération entre plusieurs communes.
Alimenter les villes, le plus simplement possible, à partir des riches terres agricoles de l'Artois, est une préoccupation constante des pouvoirs publics et des comtes. D'où les divers travaux d'équipement du réseau navigable entre Lille et Deûlémont, trois écluses installées à Marquette, Wambrechies et Quesnoy, favorisant les relations avec Gand et Bruges.
Nombre de marchés urbains spécialisés reflètent dès lors les produits en provenance des terres paysannes :
- à Douai, près de l'actuelle place Thiers, se situe le marché à la viande ;
- à Lille, la Halle aux Viandes trône également en plein centre ville ;
- à Bailleul, on trouve un marché aux vaches, une rue des Viviers, une rue des Choux, une rue des Moulins, une rue des Poissons ;
- à Gand, le marché au poisson est l'actuel marché aux légumes.

### Économie internationale
L'importance et la richesse des cités flamandes des XIIIe siècle et XIVe siècle est essentiellement l'œuvre du commerce international. Les cités sont vivifiées par la route commerciale Cologne - Saint-Trond - Bruxelles - Gand - Bruges.
À la fin du XIIe siècle est fondée une association internationale de guildes marchandes : la Hanse flamande. Le bourgeois de Bruges qui la gouverne est un personnage internationalement reconnu. Sont notamment membres de la Hanse, ou associées à Bruges : Ypres, Lille, Thourout, Bergues, Furnes, Bailleul, Tournai, Saint-Omer, Arras, Douai, Cambrai, Valenciennes, Saint-Quentin, Amiens, Beauvais, Reims. Il faut toutefois signaler que la Hanse allemande de Lübeck concurrence bientôt la Hanse flamande et installe à Bruges une succursale.

### Politique

Les armes de Lille

Les armes de Douai

Dans les villes, politiquement aussi, la bourgeoisie dirige la cité. Au XIIIe siècle, les échevinages se composent de bourgeois élus, le droit de bourgeoisie s'acquérant par naissance, mariage ou achat. La bourgeoisie possède sa justice particulière au sein des instances communales. Le Magistrat, composé d'échevins tous bourgeois, nomme chaque année les dirigeants du collège des drapiers, les inspecteurs de marchandises, ceux chargés de la police municipale et de la surveillance des incendies.
Le comte de Flandre garde cependant des prérogatives et s'efforce de faciliter le commerce :
- justice sur les non-bourgeois ;
- perception du tonlieu ou du péage sur place commerciale ou route ;
- perception d'assise sur les biens de consommation, dont les bières, draps, harengs, cochons et vins ;
- rôle d'arbitre, notamment lors de la grande querelle surgie entre Lille et Douai ;
- validité des monnaies ;
- simplification des tonlieux et winages locaux ;
- concessions juridiques : les chartes communales.

### Physionomie des villes

#### Infrastructures civiles

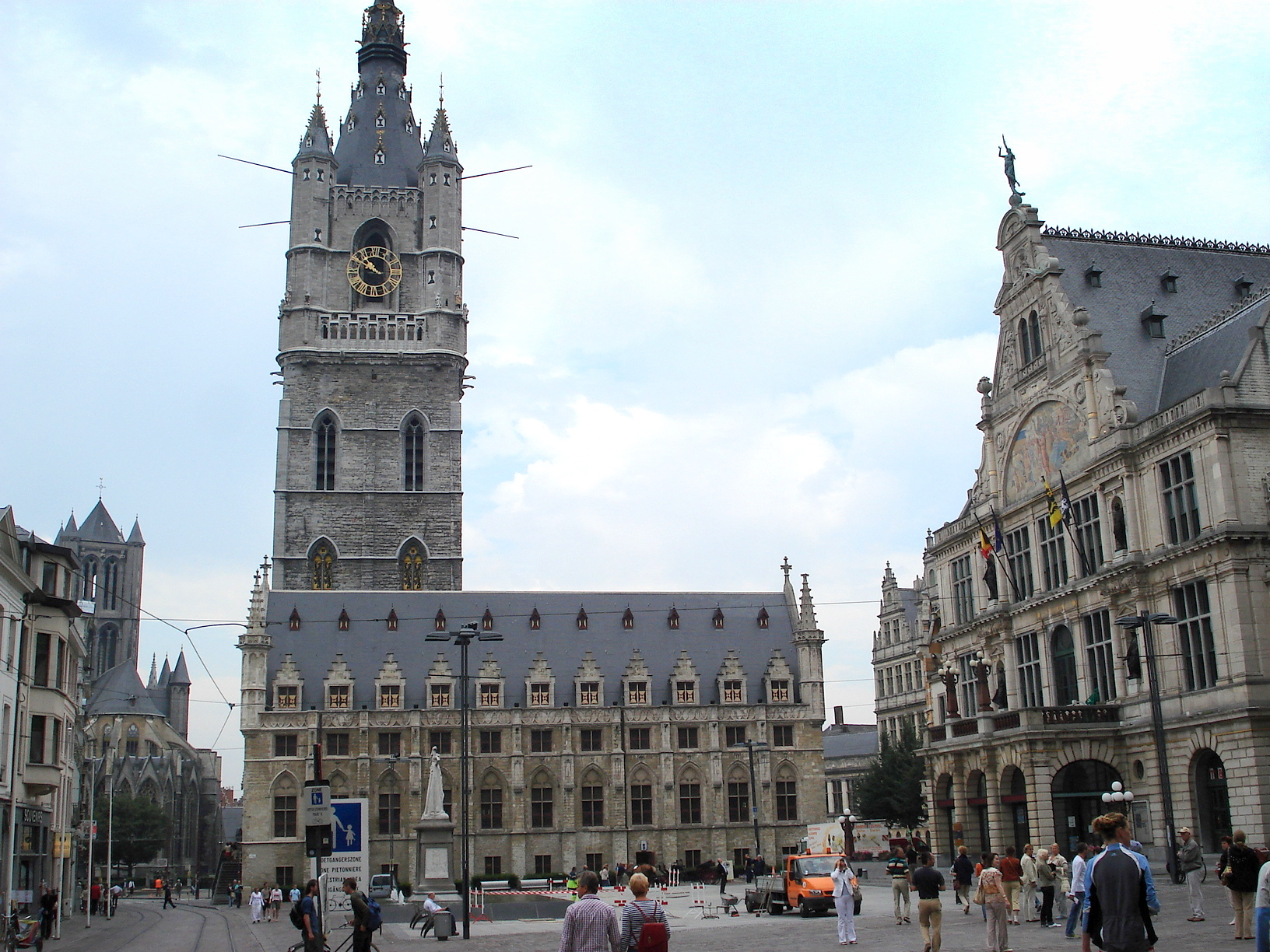
Le beffroi de Gand et la Halle aux draps

Les villes sont marquées par leurs activités économiques. Outre les quartiers où s'entreposent les marchandises, souvent le long de la rivière, on retrouve des lieux à appellations professionnelles (rue des tanneurs, des foulons, des manneliers, des bouchers). Il en va de même pour les marchés, les maisons des corporations (au poisson, au chevaux, au blé). Apparaissent des expressions (halles aux draps, à la viande, cordonnerie).
Les demeures des riches bourgeois ont de somptueuses façades (les hauts pignons flamands triangulaires sur rue, avec des gradins, parfois agrémentés de décorations de maçonnerie de brique et pierre, reliefs bien visibles). De cette époque date l'édification des châteaux de Laerne, de Malle, de Gaasbeek.
Ce sont les hôtels de ville, flanqués de beffrois, qui symbolisent la puissance bourgeoise (beffroi de Douai, de Comines, de Bailleul, de Lille, de Valenciennes, de Bruges, de Gand, de Tournai). Leur hauteur et leur conception permettent d'y faire monter un guetteur, d'y installer des carillons, de faire montre aux comtes de toute la puissance de la ville.
Compte tenu de l'expansion des pôles d'activités, les grandes cités se dotent de nouveaux murs (Bruges, Gand, Louvain). Subsistent aujourd'hui quelques portes fortifiées (porte de Gand et de Sainte-Croix à Bruges, porte de Bruxelles à Malines, porte de Hal à Bruxelles).
D'autres bourgs élèvent des monuments respectables, financièrement permis par la diffusion, à compter du XIVe siècle, en pays rural, de la Neuve Draperie, plus rustique que la Belle Draperie (Menin, Armentières, Tourcoing, Neuve-Église, Eecke, Hondschoote, Bailleul).

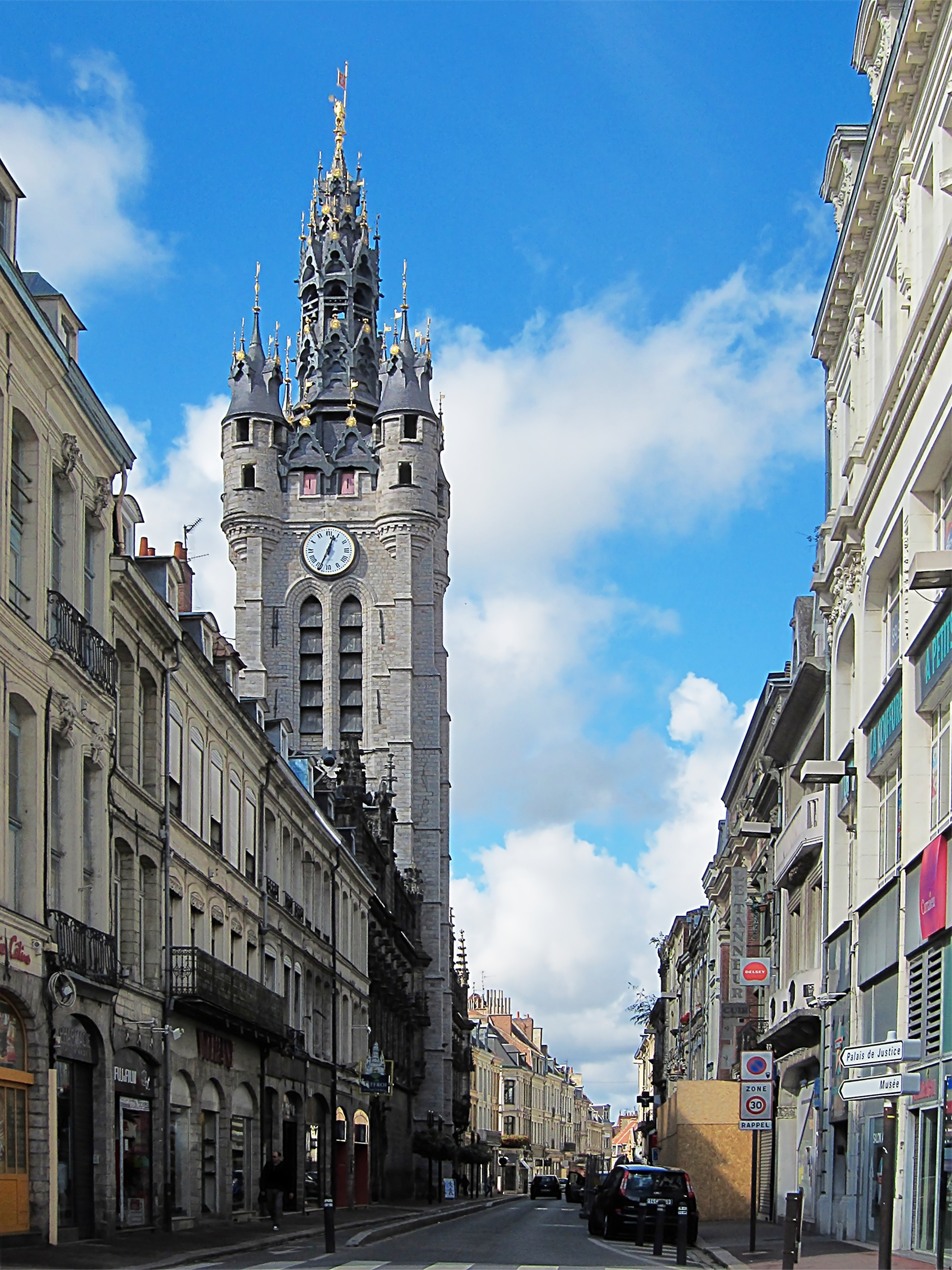
Le beffroi de Douai
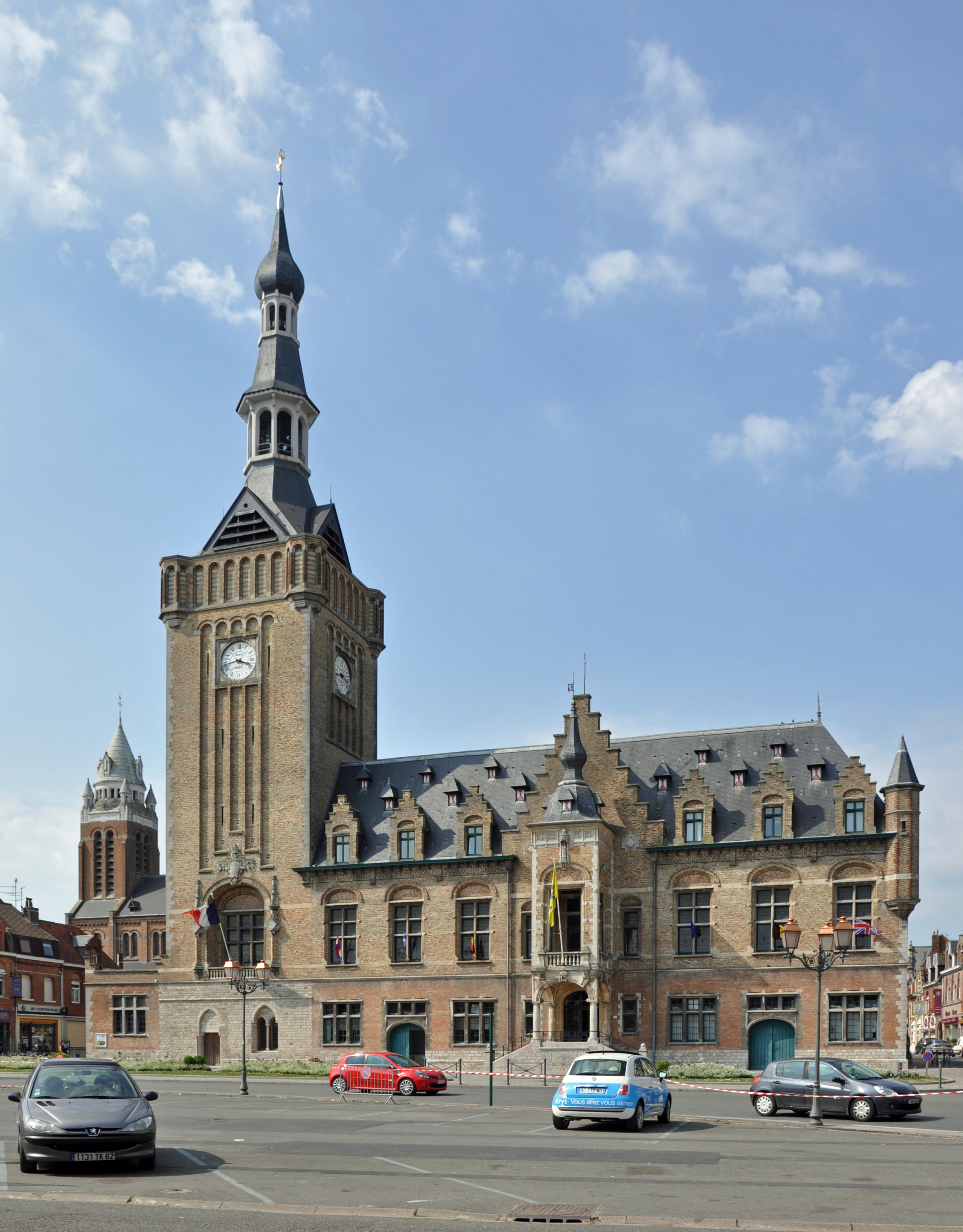
Le beffroi de Bailleul
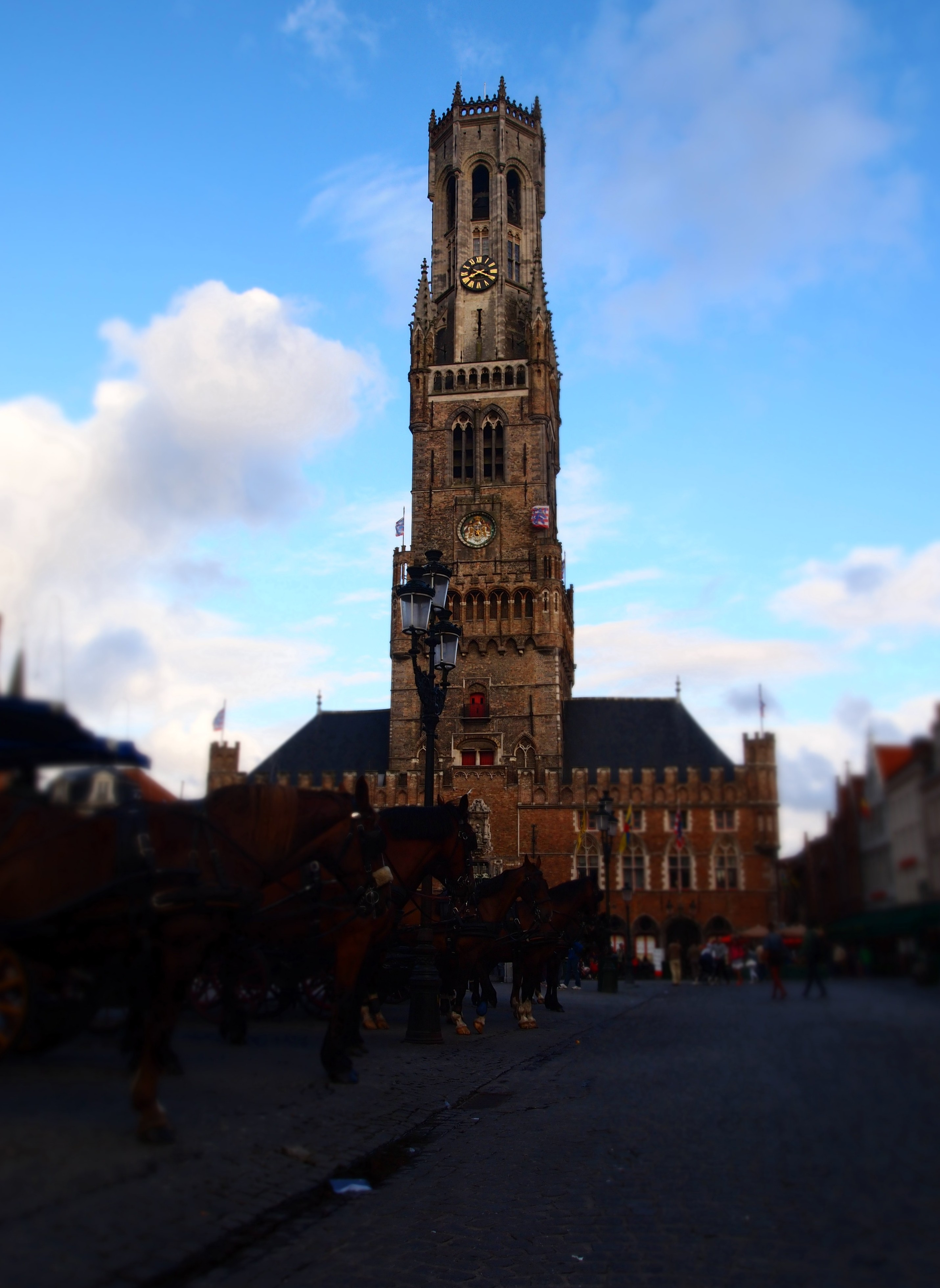
Le beffroi de Bruges
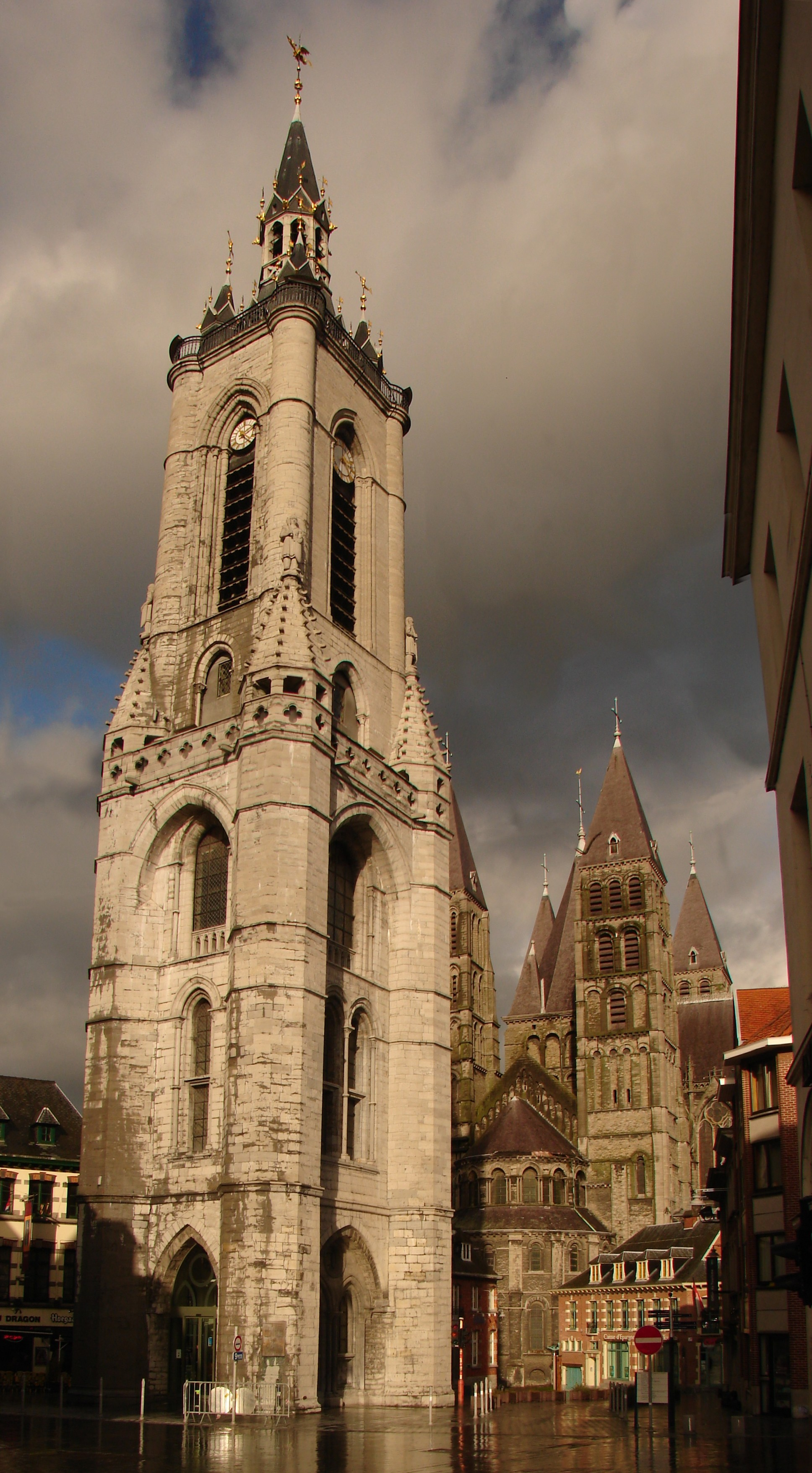
Le beffroi de Courtrai
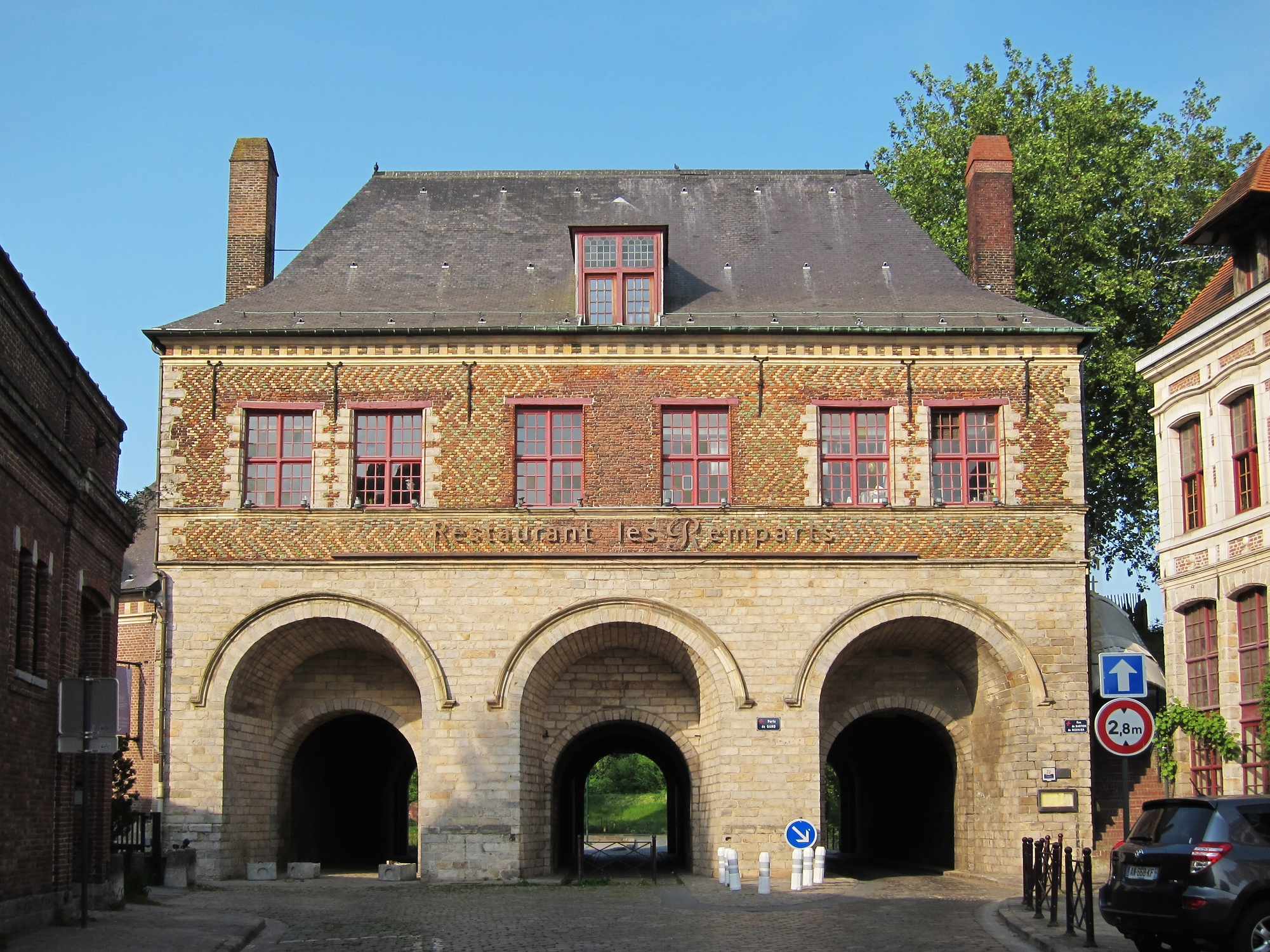
La porte de Gand à Lille
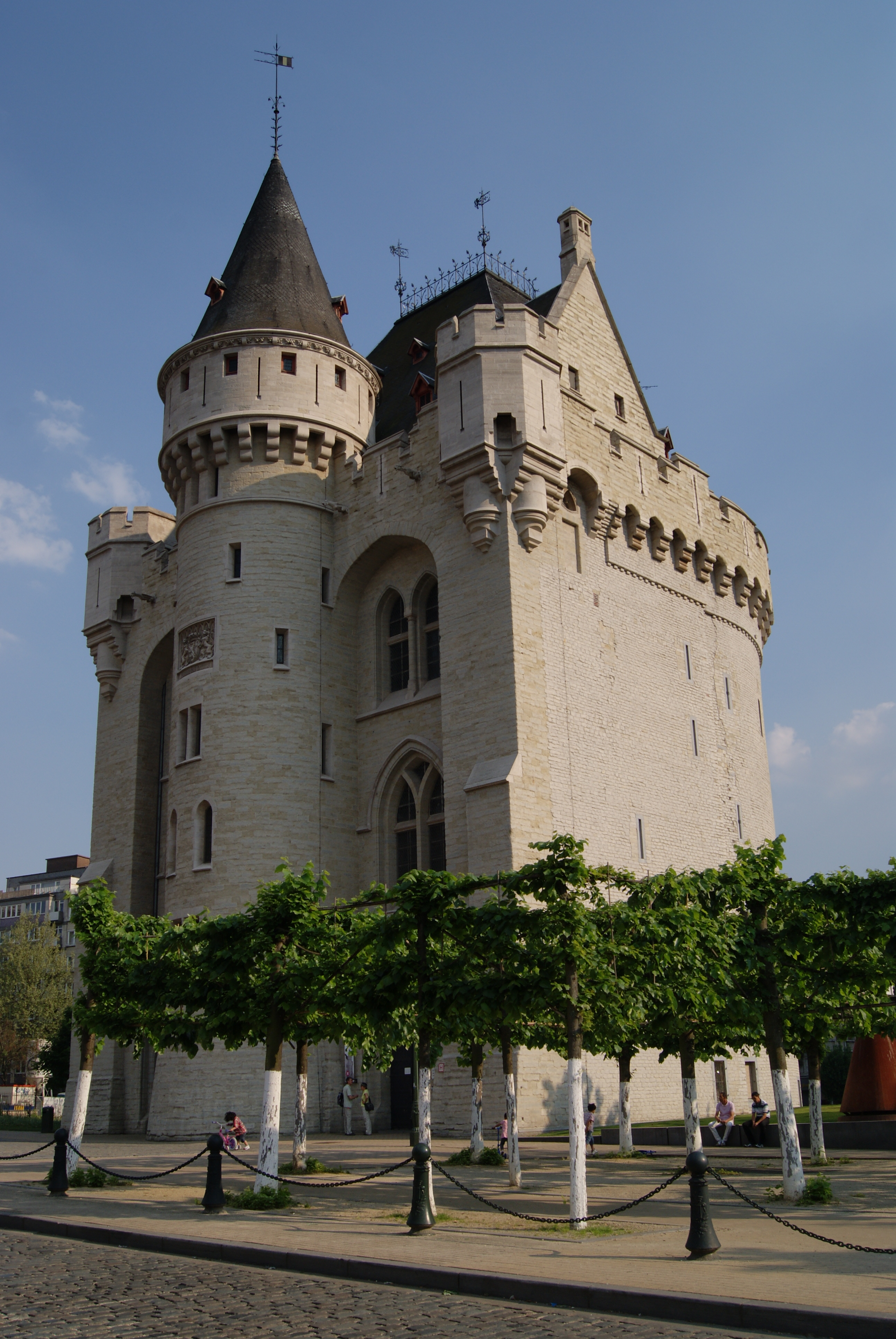
La porte de Hal à Bruxelles

#### Infrastructures religieuses

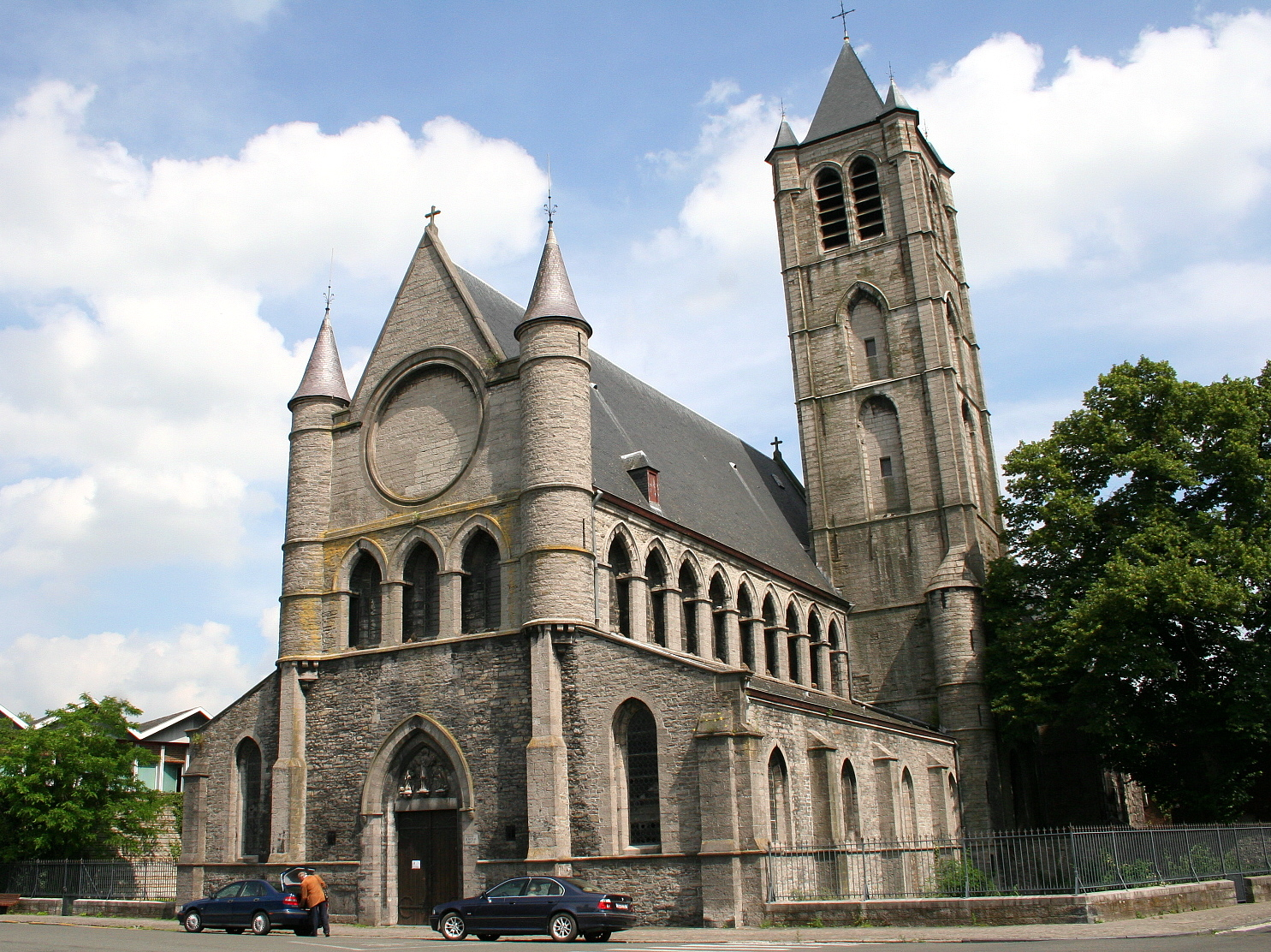
Église Saint-Nicolas de Tournai, typique du gothique scaldien

L'Église occupe une position incontournable au sein de la société médiévale flamande, la religion ayant une influence certaine comme lien culturel. Tous les arts décoratifs dénotent ce contexte religieux. Les bâtiments religieux sont à l'honneur et bien situés. Les églises sont de style gothique.

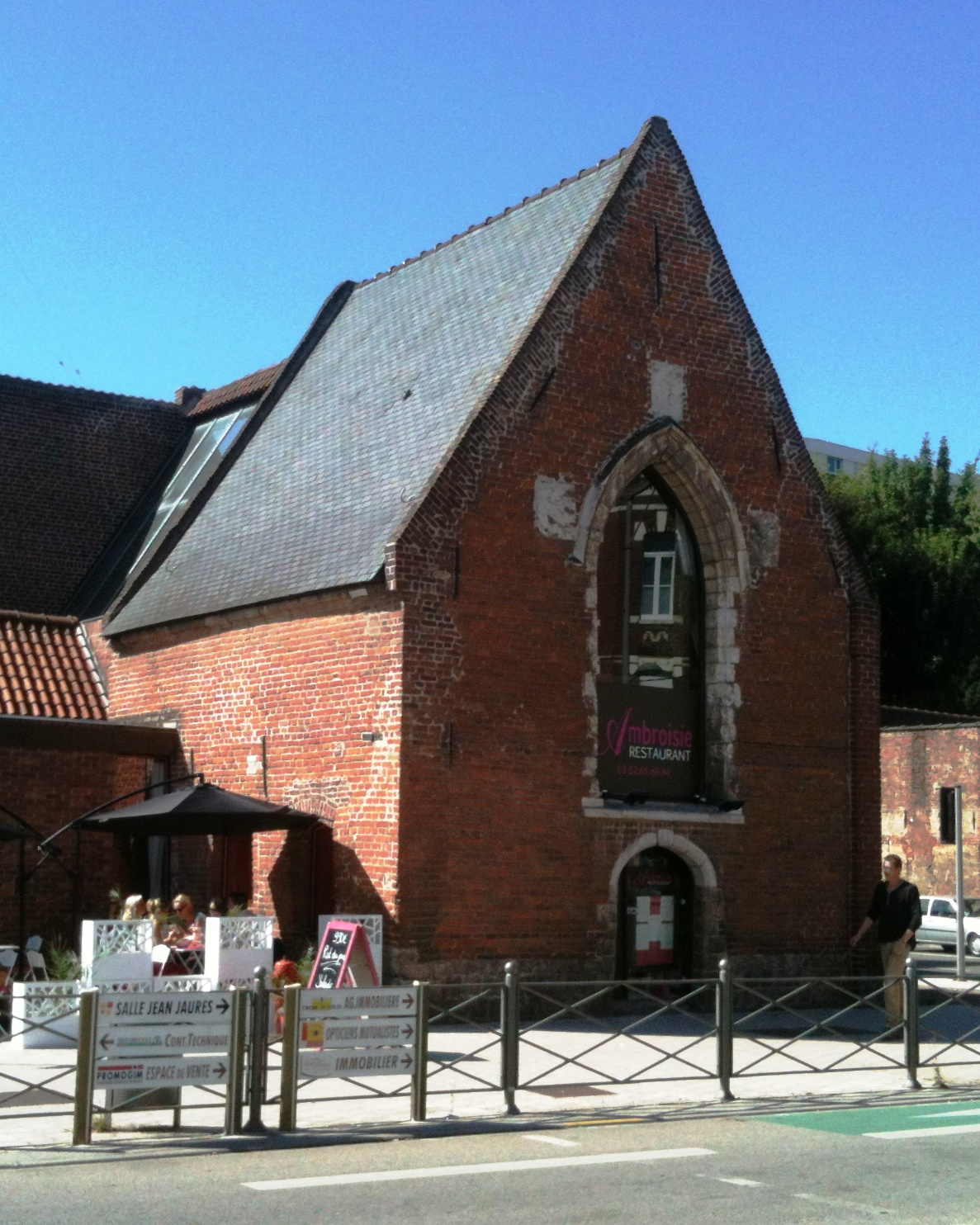
Ancienne maladrerie à Lomme (Lille)

On trouve nombre de fondations pieuses, des hospices-hôpitaux, maladredies et léproseries. Le clergé régulier, monastique, est bien présent. La réforme de Cîteaux se traduit par l'implantation de nombreux couvents de cisterciennes et de béguinages. Les nouveaux ordres mendiants s'insèrent concomitamment dans le paysage urbain (Franciscains, Dominicains, Carmes, Augustins).
Le béguinage est une institution de la Flandre médiévale très typique de l'ensemble des Pays-Bas et de la Rhénanie dès le XIIIe siècle. Les béguines vivent en communauté, selon des règles de morale précises et assez strictes, mais ce ne sont pas des religieuses. Leurs maisons sont accolées les unes aux autres et regroupées autour de la chapelle et d'un jardin de grande dimension (Lille, Courtrai, Gand, Bruges).

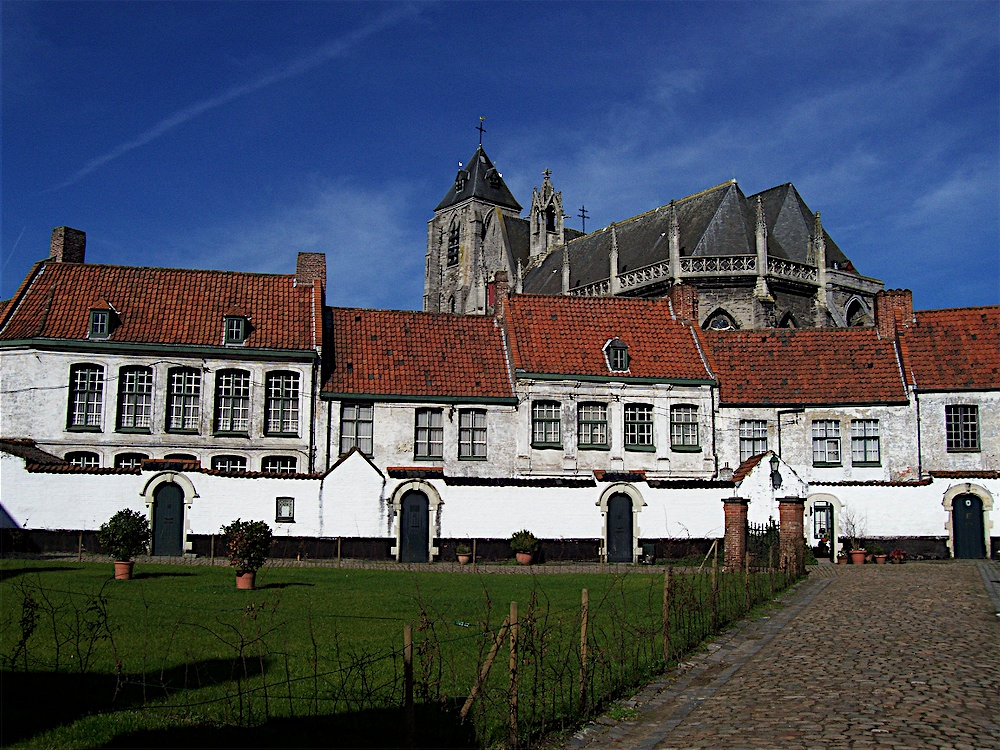
Béguinage à Courtrai
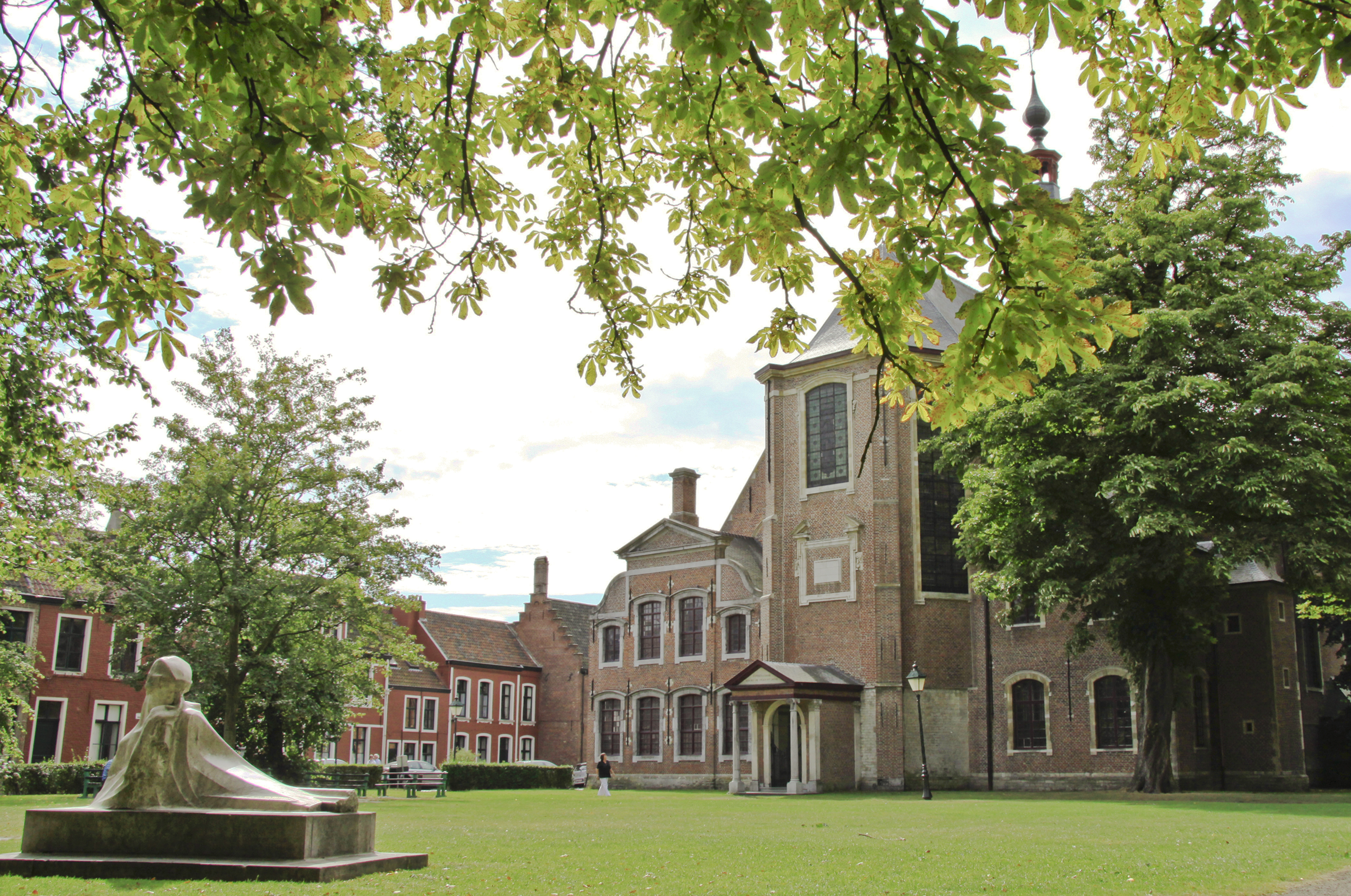
Béguinage à Gand
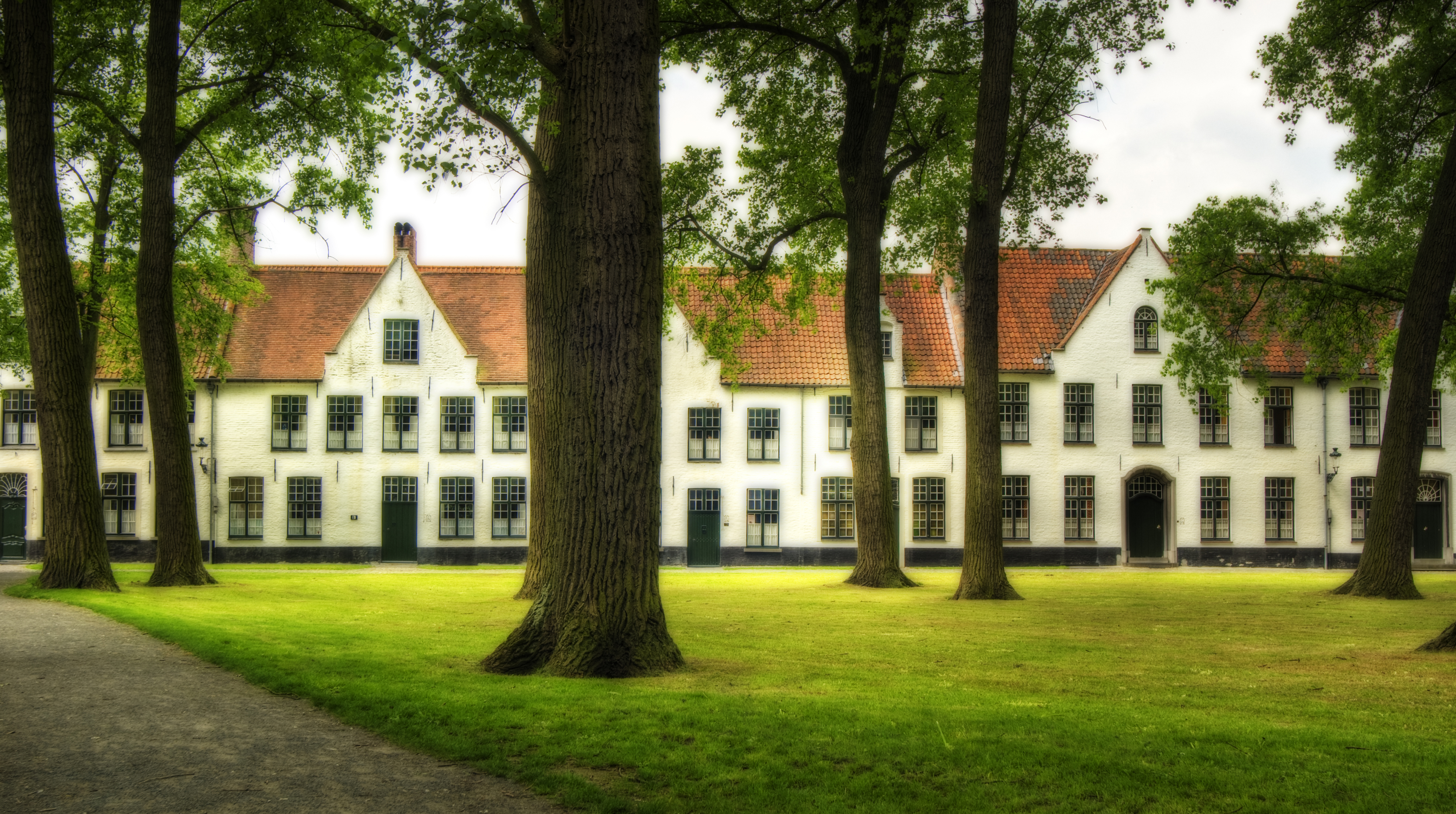
Béguinage à Bruges

## Compléments